# Rue de Sfax
Koordinaten: 48° 52′ N, 2° 17′ O
Die Rue de Sfax ist eine 83 Meter lange und 12 Meter breite Straße im Quartier de la Porte-Dauphine des 16. Arrondissements von Paris.

## Lage

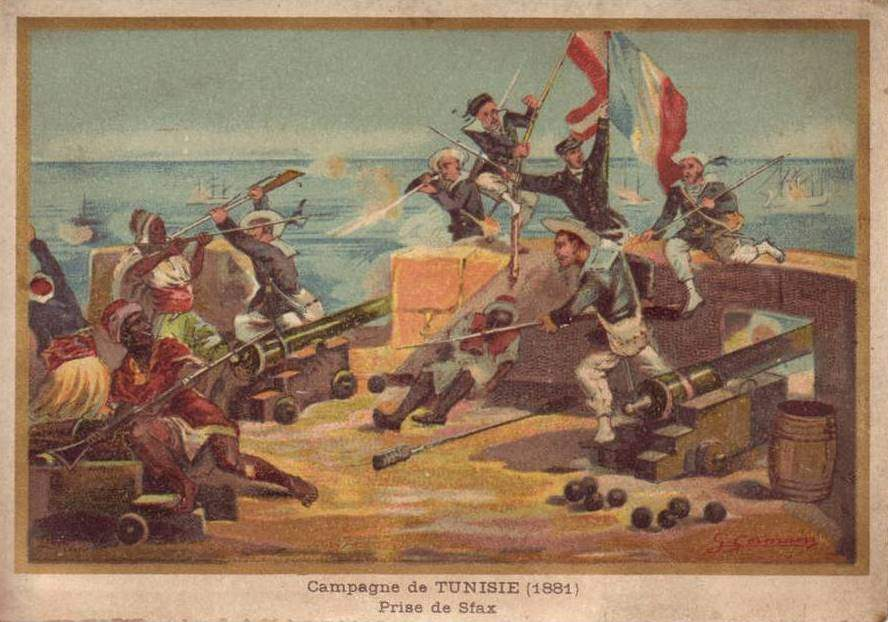
Die Einnahme von Sfax, Édouard Detaille

Die Straße beginnt an der Rue de Sontay und führt als Einbahnstraße zur Avenue Raymond Poincaré.

## Namensursprung
1886 erhielt sie ihren noch heute gültigen Namen nach der gleichnamigen Stadt in Tunesien, die 1881 von französischen Truppen eingenommen worden war.

## Geschichte
Die Straße wurde 1882 eröffnet und trug anfangs zu Ehren des französischen Architekten Léon Vaudoyer (1803–1872) die Bezeichnung Rue Vaudoyer.